# 오픈 플랫폼 커뮤니케이션스
오픈 플랫폼 커뮤니케이션스(Open Platform Communications, OPC)는 산업용 전기 통신을 위한 일련의 표준 및 사양이다. 프로세스 제어를 위해 객체 연결 삽입(OLE)을 기반으로 한다. 산업 자동화 태스크 포스는 1996년에 "OLE for Process Control"이라는 이름으로 원래 표준을 개발했다. OPC는 서로 다른 제조업체의 제어 장치 간의 실시간 플랜트 데이터 통신을 지정한다.
1996년 최초 릴리스 이후 표준을 유지하기 위해 OPC 재단이 만들어졌다. OPC가 프로세스 제어 분야를 넘어 채택되었기 때문에 OPC 재단은 2011년에 이름을 오픈 플랫폼 커뮤니케이션스(Open Platform Communications)로 변경했다. 이름 변경은 건물 자동화, 개별 제조, 프로세스 제어 등의 애플리케이션에 대한 OPC 기술 적용을 반영한다. OPC는 또한 원래의 OLE 구현을 넘어 마이크로소프트의 닷넷 프레임워크, XML, 심지어 OPC 파운데이션의 바이너리 인코딩 TCP 형식을 포함한 다른 데이터 전송 기술을 포함하도록 성장했다.

## 같이 보기
- 모드버스
- IEC 61850